# Dragoș Panaitescu
Dragoș Panaitescu Rapan (n. 3 septembrie 1944, Budapesta, Regatul Ungariei) este un fost bober român.

## Carieră
A participat la trei Jocuri Olimpice consecutive. Fiind pilot el a ocupat cu Dumitru Focșeneanu locul 12 la Jocurile Olimpice din 1972 de la Sapporo în proba de bob de două persoane. La Jocurile Olimpice din 1976 de la Innsbruck s-a clasat din nou pe locul 12, de data aceasta cu Costel Ionescu. În plus a luat startul în proba de bob de patru persoane unde a obținut locul 8, alături de Paul Neagu, Costel Ionescu și Gheorghe Lixandru. La Jocurile Olimpice din 1980 de la Lake Placid a ocupat locul 11 la bob-2, cu Gheorghe Lixandru, și locul 8 la bob-4 (Dragoș Panaitescu, Dorel Cristudor, Sandu Mitrofan, Gheorghe Lixandru).
În plus, Dragoș Panaitescu a practicat cu succes ciclism și motociclism.
După retragerea sa, Dragoș Panaitescu a devenit tehnician în cadrul Federației Internaționale de Bob.

## Distincții
- „Rookie Trophy”, cel mai valoros tânăr pilot din lume (1972)[10]
- Medalia Națională “Pentru Merit” clasa a III-a (2000)[11]